# Vanya Gesheva
Vanya Gesheva (em búlgaro:  Ваня Атанасова Гешева-Цветкова, Brestovitsa, Plovdiv, 6 de junho de 1960) é uma ex-velocista búlgara na modalidade de canoagem.

## Carreira
Foi vencedora da medalha de Ouro em K-1 500 m em Seul 1988.
Foi vencedora das medalhas de Prata em K-1 500 m em Moscovo 1980 e em K-2 500 m em Seul 1988.
Foi vencedora da medalha de Bronze em K-4 500 m em Seul 1988.